# Cerebral Fix
Cerebral Fix ist eine englische Crossover-, Death- und Thrash-Metal-Band aus Birmingham, die im Jahr 1986 gegründet, 1993 aufgelöst und 2006 wieder neu gegründet wurde. Die Band spielte zusammen mit anderen Bands wie Sepultura, Cathedral, Candlemass, Obituary, Napalm Death, Sacrilege, Carcass, Benediction, White Zombie, Bolt Thrower, Paradise Lost und Suicidal Tendencies auf.

## Geschichte
Die Band wurde im Jahr 1986 gegründet. Nachdem die Besetzung des Postens des Bassisten mehrfach gewechselt hatte, nahm die Band im Jahr 1987 das erste Demo auf, das den Namen We Need Therapy trug. Dabei spielte Paul Adams den Bass. Kurz nach den Aufnahmen verließ er die Band wieder, um die Band Reprisal zu gründen, welche später in Benediction umbenannt werden sollte. Nachdem das zweite Demo namens Product of Disgust veröffentlicht worden war, erreichte die Band einen Vertrag bei Vinyl Solution Records.
Im Jahr 1988 begab sich die Gruppe in die Loco Studios in South Wales, wobei Steve Watson den Bass spielte. Zusammen mit Produzent Iain Burgess nahmen sie das Debütalbum Life Sucks... and Then You Die! auf. Es folgte eine Tour durch das Vereinigte Königreich zusammen mit Bolt Thrower. Danach folgten Auftritte zusammen mit Deviated Instinct, Doom, Electro Hippies, Concrete Sox, Bomb Disneyland, Hellbastard, Energetic Krusher und Hard-On.
Danach verließen Schlagzeuger Adrian Jones und Bassist Steve Watson die Band. Bassist Frank Healy und Schlagzeuger Andy Baker, beide vorher bei Sacrilege tätig, kamen als Ersatz zur Band. Mit dieser Besetzung nahmen sie das Demo Tower of Spite auf und sendeten es an Roadrunner Records und erreichten einen Vertrag mit dem Label. Danach folgte ein Auftritt zusammen mit Sepultura im Marquee Club, wobei außerdem noch beide Bands zusammen auf der Bühne standen und eine Coverversion des Liedes Protest & Survive von Discharge spielten. Im Sommer 1990 begab sich die Band ins Studio, um das nächste Album aufzunehmen. Das Album Tower of Spite wurde in den Rhythm Studios mit Co-Produzent Paul Johnson aufgenommen. Danach folgte eine Tour durch Großbritannien zusammen mit Napalm Death. Am Ende der Tour verließ Schlagzeuger Andy Baker die Band und wurde durch Kevin Frost ersetzt. Danach folgte eine Tour durch die Niederlande. Danach wurde er durch den Bassisten Paul Adams ersetzt und die Band begab sich erneut in die Rhythm Studios, um das Album Bastards aufzunehmen. Als Bonuslied war auf dem Album eine Coverversion von Smash it Up, im Original von Damned, mit Blaze Bayley als Gastmusiker zu hören.
Nachdem das Album im Jahr 1990 veröffentlicht wurde, ging die Band zusammen mit Obituary auf Tour durch Großbritannien und Irland. Im Jahr 1992 begab sich die Band wieder ins Studio, um das Album Death Erotica aufzunehmen, wobei die Band nun bei Music for Nations unter Vertrag stand. Die Aufnahmen fanden wieder in den Rhythm Studios mit Co-Produzent Johnson statt. Clint Mansell von Pop Will Eat Itself und Mark Greenway von Napalm Death waren dabei in dem Lied Never Again, einem Cover von Discharge, zu hören. Shane Embury war bei dem Lied Too Drunk to Fuck zu hören, Andy Pike bei dem Lied Marshall Law und Tony Mills von Judas-Priest-Cover Livin' After Midnight. Nach der Veröffentlichung folgte eine Tour durch Großbritannien zusammen mit Paradise Lost. Nach der Tour trat Frank Healey der Band Benediction bei. Gregg Fellows verließ die Band ebenfalls. Es folgte eine Tour durch Europa zusammen mit Cancer. Als Tourmitglieder waren Steve Watson, dieses Mal als Gitarrist, und Bassist Jake Morgan (Discharge) zu hören. Am Ende der Tour verließ Schlagzeuger Kevin Frost die Band. Gregg Fellows trat ihr wieder bei und Schlagzeuger Nick Barker (Dimmu Borgir, Cradle of Filth) kam als Tourmitglied zur Band. Die Band hielt ihren letzten Auftritt in Walthamstow, London, am 15. April 1994. Dabei übernahmen Simon Forrest den Gesang, Steve Watson die E-Gitarre, Mark Culley den Bass und Richard Mallatratt das Schlagzeug. Im Jahr 2006 fand die Band wieder zusammen.

## Stil
Die Band spielt eine Mischung aus Death- und Thrash Metal, wobei die Lieder meist sehr variabel sind.

## Diskografie
- 1987: We Need Therapy (Demo, Eigenveröffentlichung)
- 1987: Product of Disgust (Demo, Eigenveröffentlichung)
- 1988: Life Sucks... and Then You Die! (Album, Vinyl Solution Records)
- 1989: Sounds Blasts! EP3 (Split mit The Perfect Disaster, Mega City Four, Killdozer und Pussy Galore, Sounds Magazine)
- 1990: Tower of Spite (Demo, Eigenveröffentlichung)
- 1990: Tower of Spite (Album, Roadrunner Records)
- 1991: Bastards (Album, Roadrunner Records)
- 1992: Death Erotica (Album, Under One Flag Records)
- 2007: Product of Disgust (Box-Set, Metal Mind Productions)